# Arecolin
Arecolin ist eine chemische Verbindung aus der Gruppe der Alkaloide. Es ist der Methylester des Arecaidins und wirkt auf das vegetative Nervensystem als Acetylcholinrezeptor-Agonist. Arzneilich verarbeitet wurden die wasserlöslichen Salze (Arecolinhydrobromid, Arecolinhydrochlorid); als freie Base ist die Substanz eine ölige Flüssigkeit.

## Vorkommen und Geschichte

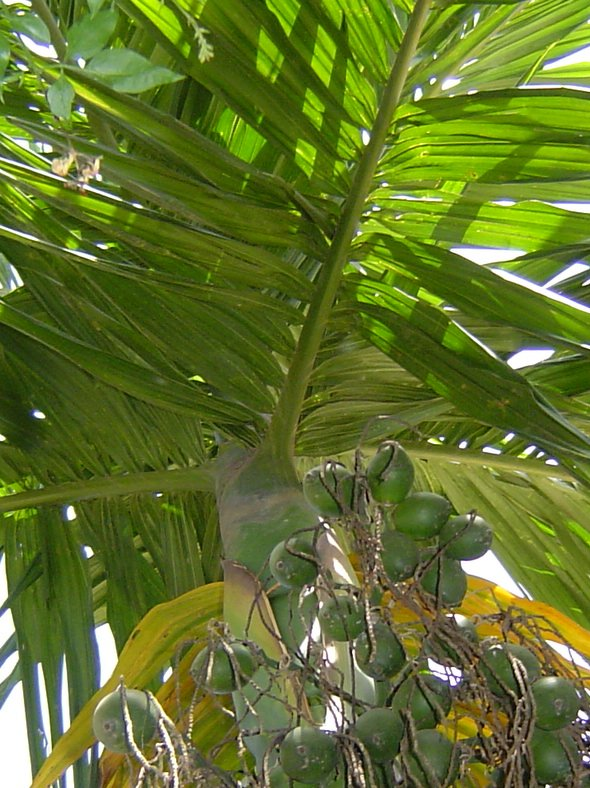
Betelnusspalme mit Früchten, die Arecolin enthalten.

Arecolin kommt in den Steinkernen der Früchte der Betelnusspalme natürlich vor. Es wurde erstmals 1888 von Ernst Friedrich Jahns isoliert.

## Synthese
Jahns erhitzte Nicotinsäuremethylester mit Methyliodid und reduzierte das entstandene N-Methylpyridiniumsalz (das „Jodmethylat“) mit Zinn und Salzsäure. Die Lage der C=C-Doppelbindung war jedoch damit nicht bewiesen.

Iodmethylat von Nicotinsäuremethylester

A. Johnson, ein Doktorand von Alfred Wohl, synthetisierte Arecolin aus Methylamin in mehreren Reaktionsschritten.
Von der Wohl-Johnson-Synthese wurden mehrere Alternativen ausgearbeitet.
Besonders effizient ist die im Jahr 1957 publizierte Synthese von Preobraschenskii und Mitarbeitern.
Die russischen Forscher gingen ebenfalls von Methylamin aus, das an Methylacrylat addiert wurde. Der gebildete 4-Aza-heptandisäuredimethylester (im Original: Methyldi(beta-carbethoxyethyl)amin) wurde der Dieckmann-Kondensation unterworfen, wodurch der Piperidin-Ring geschlossen wurde. Reduktion der Carbonylgruppe ergab ein Piperidinol, welches dehydratisiert wurde. Arecolin wurde u. a. als Hydrobromid isoliert.
Ersetzte man Methylamin durch andere primäre Amine, so erhielt man Analoga des Arecolins, d. h. die Methylgruppe am Stickstoffatom wurde durch die entsprechenden Substituenten ersetzt.
Jahns’ Versuch aus dem Jahr 1888, Arecolin durch Reduktion von N-Methylpyridinium-3-carbonsäuremethylesteriodid zu gewinnen, konnte verbessert werden, nachdem Kaliumborhydrid zugänglich geworden war. Dieses Reagens führte zur selektiven Addition von Wasserstoffatomen an die Positionen 2, 5 und 6 des Pyridiniumsalzes.

## Molekülstruktur
Auf Grund der Synthesen bestanden keine Zweifel an der Konstitution von Arecolin. Wegen der pharmakologischen Bedeutsamkeit des Alkaloids wurden mehrere spektroskopische Untersuchungen und Berechnungen zur Struktur unternommen. Vom Hydrobromid des Arecolins wurde eine Röntgenstrukturanalyse angefertigt. Das durch Umsetzung von Arecolin mit Methyliodid erhaltene quartäre Ammoniumsalz (Arecolin-methoiodid) zeigt laut Röntgen-Kristallstrukturanalyse eine Halbsessel-Konformation des Piperidin-Rings.

## Verwendung

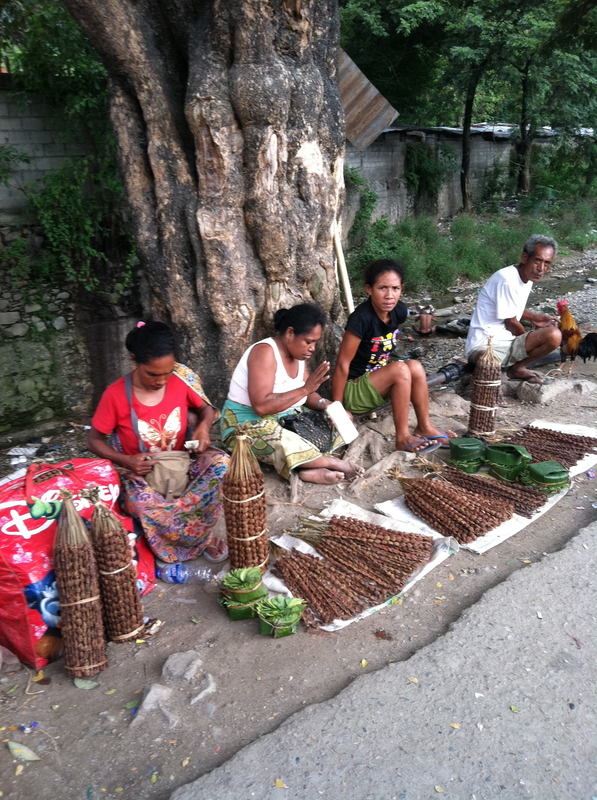
Frauen verkaufen Betelnüsse in Osttimor

In vielen asiatischen Kulturen werden unreife Betelnüsse kleingehackt, in mit gelöschtem Kalk bestrichene Blätter des Betelpfeffers gerollt und dann als Betelbissen gekaut (Sirih-Pinang). Arecolin als die darin aktive Substanz wirkt auf den Konsumenten ähnlich wie Nicotin.
In der Veterinärmedizin diente Arecolin als Anthelmintikum. So wurde es zur Entwurmung von Nutztieren, wie Hunden eingesetzt. In dieser Funktion wird es jedoch nicht mehr verwendet. Dabei kam das auch schwer resorbierbare Salz (Arecolinacetarsol) zum Einsatz.

## Wirkung
Arecolin hat eine dem Nicotin vergleichbare Wirkung; dieses wirkt jedoch primär auf den nikotinischen Acetylcholinrezeptor, während Arecolin ein Partialagonist der muskarinischen Acetylcholinrezeptoren ist und damit vor allem auf die – für die parasympathetischen Effekte des Alkaloids wie Pupillenkonstriktion (Musculus sphincter pupillae), Bronchialkonstriktion etc. verantwortlichen – Acetylcholinrezeptoren M1, M2, M3 und M4 wirkt.
Andere Toxine, die an Acetylcholinrezeptoren wirken, sind u. a. das Anatoxin A einiger Cyanobakterien, das Coniin des Gefleckten Schierlings, Cytisin des Goldregens, Epibatidin der Baumsteigerfrösche sowie Curare.